# Chelsea D.H.O.
Pour plus de détails, voir Fiche technique et Distribution.
Chelsea D.H.O. est un téléfilm américain de John Trent (en) diffusé en 1973.

## Distribution
- Frank Converse : Dr Sam Delaney
- Luther Adler : Dr Levine, M.E.
- Ruby Dee : Dr Bianca Pearson
- Jack Weston : Mr. Randall
- Edward Grover : Axel Thorsen(nom à l'écran Ed Grover)
- Richard Gere : Milo

## Autour du téléfilm
- Début de la carrière de Richard Gere